# Aileen Moreton-Robinson
Aileen Moreton-Robinson é uma acadêmica australiana, feminista indígena, escritora e ativista pelos direitos indígenas. Ela é uma mulher Goenpul do povo Quandamooka de Minjerribah (North Stradbroke Island), em Queensland. Moreton-Robinson obteve seu PhD na Universidade Griffith, em 1998, com a tese intitulada Talkin' up to the white woman: Indigenous women and feminism in Australia, publicada como livro em 1999 e pré-selecionada para o New South Wales Premier's Literary Awards e para o Stanner Award. Uma edição do 20º aniversário foi lançada em 2020 pela University of Queensland Press. Sua monografia de 2015, The White Possessive: Property, Power, and Indigenous Sovereignty, recebeu o prêmio da Native American and Indigenous Studies Association (NAISA) em 2016.
Moreton-Robinson foi a primeira pessoa aborígine a ser nomeada para um cargo de palestrante em estudos femininos na Austrália, a primeira Distinguished Professor indígena da Austrália e a primeira estudiosa indígena de fora dos Estados Unidos a ser eleita membro honorário da Academia Americana de Artes e Ciências. Ela trabalhou com estudos das mulheres na Universidade Flinders e com estudos indígenas na Universidade Griffith, na Universidade de Tecnologia de Queensland e no Instituto Real de Tecnologia de Melbourne. Moreton-Robinson foi diretora da Rede Nacional de Pesquisas e Conhecimentos Indígenas e presidente do Consórcio Nacional de Educação Superior para Aborígines e Nativos das Ilhas do Estreito de Torres (NATSIHEC). Atualmente, ela é Professora de Pesquisa Indígena na Universidade de Queensland e no Centro de Excelência do ARC para Futuros Indígenas, o primeiro Centro de Excelência da Austrália liderado por indígenas.

## Primeiros anos
Moreton-Robinson é do povo Goenpul (Koenpul), que faz parte da nação Quandamooka, da Ilha Stradbroke em Queensland, Austrália. Após se mostrar uma estudante promissora no Ensino Médio, recebeu uma oferta de bolsa de estudos para um internato católico, que recusou. Por conta de sua experiência de racismo e discriminação no Ensino Médio, Moreton-Robinson não se formou, envolvendo-se politicamente em movimentos pelos direitos à terra dos aborígines e pelos direitos humanos dos aborígenes.
Mais tarde, Moreton-Robinson foi aceita na Universidade Nacional da Austrália, sendo, à época, a única estudante aborígine na universidade. Ela obteve um diploma de primeira classe em Sociologia, doutorando-se pela Universidade Griffith.

## Carreira
Moreton-Robinson lecionou Estudos Indígenas na Universidade Griffith, em Brisbane, e Estudos das Mulheres na Universidade Flinders, em Adelaide. Ela foi bolsista de pós-doutorado do Australian Research Council no Australian Studies Centre, Universidade de Queensland. Entre 2006 e 2019, Moreton-Robinson foi professora de Estudos Indígenas e Reitora de Pesquisa e Engajamento Indígena na Universidade de Tecnologia de Queensland. Em junho de 2016, ela se tornou a primeira professora aborígine a receber o título de Distinguished Professor. Moreton-Robinson atuou ainda como professora de Pesquisa Indígena no IRTM, em Melbourne.

## Contribuições teóricas
A pesquisa e a escrita de Moreton-Robinson se concentram na experiência dos aborígines australianos desde o assentamento colonial e nas questões de raça e estudos de branquitude, pós-colonialismo, estudos das mulheres e feminismo indígena, estudos indígenas, lei de título nativo e direitos aborígines à terra.
Considera-se que Moreton-Robinson contribuiu significativamente para o campo dos estudos indígenas por meio do seu livro The White Possessive, compilado a partir de uma série de artigos publicados em periódicos. O acadêmico maori, Hemopereki Simon, refere-se a esta coleção de artigos e à teoria derivada deles como "A Doutrina Possessiva Branca" em sua aplicação da teoria de Moreton-Robinson a Aotearoa/Nova Zelândia.

## Reconhecimento e prêmios
- 2020, Fellow da Academia Americana de Artes e Ciências, sendo a primeira acadêmica indígena de fora dos EUA a ser escolhida.[5]
- Prêmio do Conselho Australiano de Aprendizagem e Ensino de 2010 por Excelência em Educação Indígena, pelo desenvolvimento da Aula Magna de Metodologias de Pesquisa Indígena[11]

### Livros
- Aileen Moreton-Robinson (ed.). 2016. Critical Indigenous Studies: Engagements in First World Locations. Tucson: University of Arizona Press. ISBN 978-0-8165-3273-5.
- Aileen Moreton-Robinson. 2015. The White Possessive: Property, Power, and Indigenous Sovereignty. Minneapolis: University of Minnesota Press. ISBN 978-1-8597-3629-6ISBN 978-1-8597-3629-6.
- Aileen Moreton-Robinson, Maryrose Casey, Fiona Nicoll (eds.).2008. Transnational Whiteness Matters. Lexington Books. ISBN 978-0-7391-3221-0ISBN 978-0-7391-3221-0.
- Aileen Moreton-Robinson (ed.). 2007. Sovereign Subjects: Indigenous Sovereignty Matters. Allen & Unwin. ISBN 978-1-7411-5701-7ISBN 978-1-7411-5701-7.
- Aileen Moreton-Robinson (ed.). 2004. Whitening Race: Essays In Social And Cultural Criticism. Aboriginal Studies Press, ISBN 978-0-8557-5465-5.
- Moreton-Robinson, A., 1999. Talkin' up to the White Woman: Aboriginal Women and Feminism. St Lucia: University of Queensland Press.

### Outras publicações
- 2004. Aileen Moreton-Robinson, "Whiteness, epistemology, and indigenous representation", in Whitening Race: Essays In Social And Cultural Criticism, ed. Aileen Moreton-Robinson, Aboriginal Studies Press, ISBN 978-0-8557-5465-5.
- Moreton-Robinson, A., 2004. Treaty Talk: Past, Present and Future. Ngunnawal Centre, University of Canberra, pp. 18
- Moreton-Robinson, A. 2003. I Still Call Australia Home: Indigenous Belonging and Place in a White Postcolonizing Society in Ahmed, S., Castaneda, C., Fortier, A and Sheller, M., (Eds) Uprootings/Regroundings: Questions of Home and Migration. Berg: Oxford. pp. 23–40 (QUT). ISBN 978-0-8166-9214-9ISBN 978-0-8166-9214-9.
- Moreton-Robinson, A., 2003a, 'Resistance, Recovery and Revitalisation', in M Grossman (ed.), Blacklines: Contemporary Critical Writing by Indigenous Australians, Melbourne University Press, Melbourne
- Moreton-Robinson, A., 2000. "Troubling Business: Difference and Whiteness within Feminism". Australian Feminist Studies
- Moreton-Robinson, A., 2001. "A Possessive Investment in Patriarchal Whiteness: nullifying native title?", in P Nursey-Bray and CL Bacchi (eds), Left Directions: Is There a Third Way?, UWA Press, Crawley
- Moreton-Robinson, A., 1999. "Unmasking Whiteness: A Goori Jondal's look at Some Duggai Business", Queensland Review
- Moreton-Robinson, A., 1999, 'Wrestling Whiteness, on the Journey to Truth, Justice and Reconciliation', Graduate
- Moreton-Robinson, A., 1998. Witnessing Whiteness in the Wake of Wik. Social AlternativesWomen
- Moreton-Robinson, A., 1998, 'When the Object Speaks, A Postcolonial Encounter: anthropological representations and Aboriginal women's self‐presentations, Discourse: Studies in the Cultural Politics of Education, vol. 19, no. 3, pp. 275–289, doi=10.1080/0159630980190302.